# Tunggak
Tunggak is een bestuurslaag in het regentschap Grobogan van de provincie Midden-Java, Indonesië. Tunggak telt 6989 inwoners (volkstelling 2010).